# Soy Luna En Vivo
Soy luna en vivo è il secondo concerto con la partecipazione degli attori della telenovela Soy_Luna dopo Soy luna en concierto (Soy Luna Live).
Il tour del concerto è iniziato a febbraio 2018 in America Latina e non si ha la conferma che il tour continui in Europa come quello precedente.
Al Soy Luna en vivo partecipano tutti gli attori del cast di Soy Luna della terza stagione (quindi agli attori del tour precedente si aggiungeranno anche 
Il tour include quasi tutte le canzoni della terza stagione ed alcune canzoni delle stagioni precedenti.